# Puchar Islandii w piłce siatkowej mężczyzn (2022/2023)
Puchar Islandii w piłce siatkowej mężczyzn 2023 (oficjalnie Kjörísbikar karla 2023) – 49. edycja rozgrywek o siatkarski Puchar Islandii zorganizowana przez Islandzki Związek Piłki Siatkowej (Blaksamband Íslands, BLÍ). Zainaugurowana została 4 lutego. W walce o Puchar Islandii uczestniczyły kluby z Úrvalsdeild oraz 1. deild.
Rozgrywki składały się z I rundy, ćwierćfinałów oraz turnieju finałowego, w ramach którego rozegrane zostały półfinały i finał. We wszystkich rundach rywalizacja toczyła się w systemie pucharowym, a o awansie decydowało jedno spotkanie.
Turniej finałowy odbył się w dniach 9-11 marca w Íþróttahúsið Digranes w Kópavogurze. Po raz trzeci Puchar Islandii zdobył klub Hamar, który w finale pokonał Vestri. MVP finału wybrany został Marcin Grasza.

## System rozgrywek
W Pucharze Islandii w sezonie 2022/2023 uczestniczyło dziewięć drużyn. Rozgrywki składały się z I rundy, ćwierćfinałów, półfinałów i finału. We wszystkich rundach rywalizacja toczyła się systemem pucharowym, a o awansie decydowało jedno spotkanie. Przed I rundą oraz przed półfinałami odbyło się losowanie wyłaniające pary meczowe.
Losowanie I rundy i ćwierćfinałów odbyło się 9 grudnia, natomiast półfinałów – 1 marca.

## Drużyny uczestniczące
| Úrvalsdeild (7 drużyn)  | Úrvalsdeild (7 drużyn) |
| ----------------------- | ---------------------- |
| Afturelding             | półfinał               |
| Hamar                   | zwycięstwo             |
| HK                      | ćwierćfinał            |
| KA                      | półfinał               |
| Stál-úlfur              | ćwierćfinał            |
| Þróttur Fjarðabyggð     | ćwierćfinał            |
| Vestri                  | finał                  |
| 2. deild (2 drużyny)    |                        |
| Blakfélag Hafnarfjarðar | I runda                |
| Völsungur               | ćwierćfinał            |

## Rozgrywki

### I runda
| 04.02.2023 15:00 (UTC±0) | Völsungur | 3:0 (25:21, 25:23, 25:17) | Blakfélag Hafnarfjarðar | Íþróttahöllin, Húsavík Widzów: 100 Sędziowie: Sigurbjörn Árni Arngrímsson i Gunnhildur Hinriksdóttir |

### Ćwierćfinały
| 22.02.2023 19:00 (UTC±0) | HK | 1:3 (22:25, 22:25, 25:22, 17:25) | Afturelding | Íþróttahúsið Digranes, Kópavogur Widzów: 100 Sędziowie: Jón Ólafur Valdimarsson i Sævar Már Guðmundsson |

| 22.02.2023 19:30 (UTC±0) | Hamar | 3:1 (25:22, 21:25, 25:23, 25:15) | Stál-úlfur | Íþróttahúsið, Hveragerði Widzów: brak danych Sędziowie: Ólafur Jóhann Júlíusson i Árni Jón Eggertsson |

| 25.02.2023 13:00 (UTC±0) | KA | 3:1 (25:19, 25:15, 22:25, 25:20) | Þróttur Fjarðabyggð | KA heimilið, Akureyri Widzów: brak danych Sędziowie: Ismar Hadziredžepović i Þorvaldur Þorsteinsson |

| 25.02.2023 13:00 (UTC±0) | Völsungur | 1:3 (18:25, 22:25, 27:25, 19:25) | Vestri | Íþróttahöllin, Húsavík Widzów: 150 Sędziowie: Gunnar Garðarsson i Sigurbjörn Árni Arngrímsson |

### Półfinały
| 09.03.2023 17:30 (UTC±0) | Vestri | 3:1 (24:26, 25:15, 27:25, 25:23) | KA | Íþróttahúsið Digranes, Kópavogur Widzów: 151 Sędziowie: Sævar Már Guðmundsson i Zdravko Demirev |

| 09.03.2023 20:15 (UTC±0) | Hamar | 3:0 (25:20, 25:21, 25:21) | Afturelding | Íþróttahúsið Digranes, Kópavogur Widzów: 170 Sędziowie: Kristján Geir Guðmundsson i Sigurfinnur Líndal Stefánsson |

### Finał
| 11.03.2023 13:00 (UTC±0) | Vestri | 1:3 (25:20, 19:25, 14:25, 21:25) | Hamar | Íþróttahúsið Digranes, Kópavogur Widzów: 178 Sędziowie: Ólafur Jóhann Júlíusson i Sævar Már Guðmundsson |